# Histoire de Madame de Montbrillant
Histoire de Madame de Montbrillant ou Les Contre-Confessions est un roman épistolaire de Louise d’Épinay et publié à titre posthume en 1818.

## Histoire du texte
L'ouvrage de Louise d'Épinay est saisi à la Révolution, parmi les papiers de Grimm, proche de l'autrice et dépositaire du roman. Le manuscrit est séparé en deux liasses, arrivant chacune aux Archives Nationales et à la bibliothèque de l'Arsenal. 
L'ouvrage est édité en 1818 par les éditeurs Brunet et Parison, sous le titre Mémoires et correspondance de Mme d'Épinay. Ce titre est en réalité trompeur et le texte est altéré, son début et sa fin supprimés. Cette version du texte perdurera jusqu'en 1951. 
Parmi les modifications, les éditeurs modifient les noms d'emprunt choisis par Louise d'Épinay par les noms des modèles réels : 
« Pour accréditer la dénomination « mémoires », ces éditeurs substituèrent notamment aux noms fictifs forgés par la romancière ceux des modèles qui l’inspirèrent : de même qu’Émilie de Montbrillant devient chez eux Louise d’Épinay, la comtesse de Lange devient Sophie d’Houdetot, le marquis Du Laurier, Saint-Lambert, M. René, Rousseau, etc. Seuls Voltaire et Tronchin figurent dans le texte de Mme d’Épinay sous leur propre nom. »
Les éditeurs cherchent ainsi à renforcer l'aspect autobiographique du texte, en lien avec le goût du public pour l'ancien régime et des conflits avec Rousseau. Or, l'aspect fictif et romanesque du texte est mis en avant par plusieurs textes et notamment une spécialiste, Ruth Plaut Weinreb, dans son ouvrage Eagle in a Gauze Cage. Louise d’Épinay femme de lettres.
Georges Roth fait paraître en 1951 le texte tel que voulu par l'autrice et sous sa forme intégrale, avec le titre Histoire de Madame de Montbrillant, précédé de la mention : Les Pseudo-mémoires de Madame d’Epinay.
En 1989, une nouvelle édition paraît au Mercure de France, précédée d'une préface d'Elisabeth Badinter. Le titre choisi est Les Contre-Confessions, perpétuant donc l'aspect pseudo-autobiographique du texte et le rapport à Rousseau. 

## Éditions modernes
Louise d'Épinay, Histoire de Madame de Montbrillant, Paris, Gallmard, 1951, 1854 p. (ISBN 2070222241, présentation en ligne)
Louise d'Épinay, Les Contre-Confessions, t. I, Paris, Mercure de France, 2000, 880 p. (ISBN 2715222289)
Louise d'Épinay, Les Contre-Confessions, t. II, Paris, Mercure de France, 2000, 880 p. (ISBN 2715222297)
Louise d'Épinay, Les Contre-Confessions, t. III, Paris, Mercure de France, 2000, 848 p. (ISBN 2715222327)